# Tagged
Tagged.com ist ein soziales Netzwerk. Es wurde 2004 in den USA gegründet. Laut Quantcast hat Tagged monatlich über 5,9 Mio. unique Users. Damit gehört es in den USA neben Facebook, Twitter und YouTube zu den meistgenutzten Social-Media-Plattformen. In Deutschland gewinnt Tagged in jüngster Zeit zunehmend an Bedeutung, liegt aber noch immer deutlich hinter anderen sozialen Netzwerken zurück.
Seit September 2020 gehört Tagged der Holdinggesellschaft ParshipMeet Group an, dessen Mehrheitseigentümer das deutsche Medienunternehmen ProSiebenSat.1 Media ist.
Die Webseite steht im Verdacht, Spam zu versenden.